# Clara, Pyrénées-Orientales
Clara (în catalană Clerà) este o comună în departamentul Pyrénées-Orientales din sudul Franței. În 2009 avea o populație de 240 de locuitori.

## Evoluția populației
| An        | 1975 | 1982 | 1990 | 1999 | 2006 | 2009 |
| --------- | ---- | ---- | ---- | ---- | ---- | ---- |
| Populație | 106  | 119  | 153  | 161  | 233  | 240  |